# Allenichthys glauerti
Allenichthys glauerti es un pez del orden Lophiiformes y pertenece a la familia Antennariidae. Puede crecer hasta una longitud de 19 centímetros (7,5 pulgadas) y se encuentra en las aguas profundas de todo el sur de Australia.
Esta especie fue descrita por primera vez por Gilbert Percy Whitley en 1944.

### Lectura recomendada
- May, J.L. and J.G.H. Maxwell (1986) Trawl fish from temperate waters of Australia., CSIRO Division of Fisheries Research, Tasmania. 492 p.